# 三(2-吡啶基)膦
三(2-吡啶基)膦是一种有机化合物，化学式为C15H12N3P，它是三吡啶基膦的同分异构体之一。它可由2-溴吡啶和红磷在碱性条件下反应制得。它和灰硒回流，可以得到三(2-吡啶基)硒化膦。